# Portret van Jacoba Maria van Wassenaer
Het portret van Jacoba Maria van Wassenaer is een schilderij van Jan Steen uit 1660, dat ook bekend staat als De hoenderhof. Het werk maakt sinds 1822 deel uit van de collectie van het Mauritshuis in Den Haag. 

## Voorstelling
Hoewel Jan Steen vooral bekend is als schilder van genrestukken, maakte hij ook enkele portretten. Toen hij van 1658 tot 1660 in Warmond woonde, gaf Jan van Wassenaer, de heer van het plaatselijke kasteel Lokhorst (ook bekend als Oud-Teijlingen), hem de prestigieuze opdracht om zijn dochter te schilderen. Het kasteel, dat begin negentiende eeuw werd gesloopt, is door de poort te zien. Boven de poort schilderde Steen de wapens van Nicolaes van Mathenesse en Geertruyt Lockhorst, de voorouders van het meisje die het kasteel in de familie hadden gebracht.
Jacoba Maria (1654 - 1683) vormt het middelpunt van het schilderij. Gekleed in een gele jurk met een witte schort zit ze op een trede in een afgesloten binnenplaats. Haar zomerhoed van riet ligt naast haar. Ze geeft een lammetje melk te drinken, een symbool voor haar kinderlijke onschuld. Het Italiaans windhondje aan haar voeten profiteert van de druppels die gemorst worden. Rondom het meisje krioelen vele vogels. Er vallen kippen, eenden, duiven, een fazant, kalkoenen en een pauw te ontdekken, met veel talent geschilderd door Jan Steen. De knechten die links en rechts van Jacoba Maria staan zijn zo levensecht geschilderd dat het waarschijnlijk om portretten van personeelsleden gaat. De oudere man rechts heeft eieren verzameld, terwijl de dwerg wat vogels meeneemt, wellicht op weg naar de keuken.

## Herkomst
Waarschijnlijk bleef het schilderij tot 1763 in het bezit van de familie in Warmond. In 1769 verkocht de kunsthandelaar Philippus van der Schley het voor 1.000 gulden aan prins Willem V. In de tijd van Napoleon belandde het schilderij in het Louvre om na de teruggave eerst in de Galerij Prins Willem V en vanaf 1822 in het Mauritshuis tentoongesteld te worden.